# Герб Кишинёва
Герб Кишинёва (рум. Stema Chișinăului) — официальный символ столицы Республики Молдова, города Кишинёва. Герб отражает историческое значение и развитие города и символизирует его идентичность.

## Описание
Геральдическое описание герба муниципия Кишинэу из постановления президента Республики Молдова Игоря Додона № 1475-VIII. Кишинэу, 2 марта 2020 г.
"В лазуревом поле золотой геральдический орел с опущенными крыльями и червлеными клювом и лапами. Поверх всего герб Земли Молдавской (в червленом поле голова тура прямо, сопровождаемая между рогами восьмилучевой звездой, справа – геральдической розой и слева – убывающим полумесяцем, все золотое). Щит увенчан семибашенной золотой городской короной. Щитодержатели: две белокаменные водонапорные башни на монументальном цоколе из того же материала. Девиз на цоколе черными прописными буквами: «PRIN NOI ÎNȘINE» (Своими силами).

## История герба

### Бессарабская областьиБессарабия, в составеРоссийской империи( 1812-1917 годы )
2 апреля 1826 года утверждён герб Бессарабской области, который одновременно выполнял функции городского герба Кишинёва: «щит разделён на две половины, в верхней части в красном поле двуглавый орёл, украшенный золотою короною, на груди коего красный щит с изображением Св. Великомученика и Победоносца Георгия, сидящего на белом коне и копиём поражающего змия; орёл держит в правой лапе факел и молнию, а в левой лавровый венок; в нижней половине в золотом поле изображена воловья голова — представляющая герб Молдавии».
В 1875 году в рамках гербовой реформы Б.В. Кёне был разработан новый герб города: «в лазоревом щите золотая буйволовая голова с червлёными глазами, языком и рогами, сопровождаемая, между рогами, золотой о 5 лучах звездой и по бокам, вправо серебряной розой о 5 лучах, и влево таким же полумесяцем, обращённым влево. Щит увенчан золотой стенчатой короной и окружён золотыми колосьями, соединёнными Александровской лентой». Проект не был утверждён.

### Бессарабия в период королевскойРумынии( 1918-1940 годы )
После присоединения Бессарабии к Румынии в 1929 году Кишинёву был присвоен герб с золотым орлом, символизирующим заслуги города в национальном возрождении региона. На груди орла располагалась голова зубра, окружённая звёздой, розой и полумесяцем — элементы герба Молдавского княжества. Этот герб был официально утверждён декретом короля Кароля II 31 июля 1930 года.

### Молдавская Советская Социалистическая Республика( 1940- 1991 годы )
В советское время официального герба города не существовало. В 1966 году к 500-летию Кишинёва была разработана новая городская эмблема: щит с изображением каменной кладки, стилизованной по форме в виде виноградного листа, из которой вытекает родник. Эта эмблема использовалась в оформлении города, а также изображалась на пачках сигарет «Кишинёв».

### Современный герб Республики Молдова
Прежний румынский герб стал гербом современного Кишинёва после распада СССР. Решение вернуть исторический герб принято исполнительным комитетом городского Совета депутатов Кишинева 8 августа 1991 года (решение исполкома № 12/64 от 8.8.1991 г), 31 августа 1991 года выполнен новый рисунок (автор - Георге Врабие). Герб зарегистрирован Национальной комиссией по геральдике 28 сентября 1991 года.
25 марта 2015 года Национальная комиссии по геральдике включила герб Кишинёва в Общий гербовник Республики Молдова. Изображение этого герба также присутствует на флаге Кишинёва.
Обновленные герб и флаг муниципия Кишинэу утверждены Решением Совета муниципия Кишинэу № 5/2 от 19 декабря 2019 года и зарегистрированы в Общем гербовнике Республики Молдова Указом президента РМ № 1475-VIII от 2 марта 2020 года. Предыдущая версия герба муниципия, внесенная в Общий гербовник РМ 25.03.2015 г. "выведена из обращения". Тогда же утверждены и гербы и флаги секторов в составе муниципия Кишинэу.

## Символика герба
Герб Кишинёва символизирует как историческое наследие, так и современную идентичность города. Золотой орёл на лазуревом фоне олицетворяет свободу, честь и статус города как муниципия. Голова буйвола в центре щита с сопровождающими её звездой, розой и полумесяцем — элементы традиционной молдавской геральдики, подчеркивающие историческую принадлежность города и его культуру. Семибашенная корона обозначает семь холмов, на которых расположен Кишинёв. Элементы герба также отражает изменения в политическом и культурном контексте региона.

## Галерея

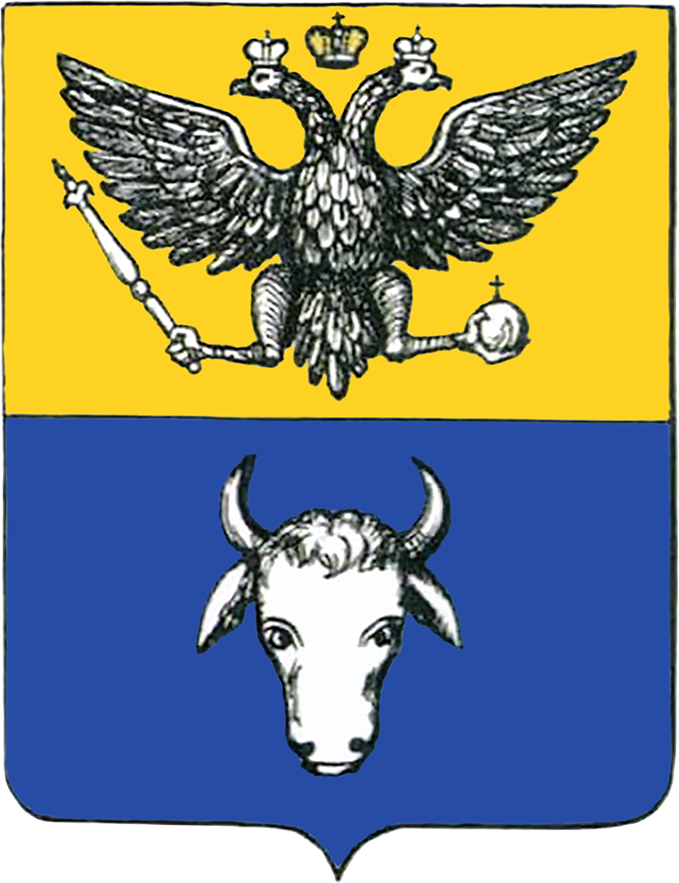
Герб Бессарабской области. 1815 г.
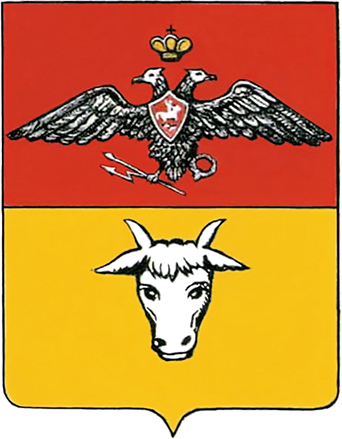
Герб Бессарабской области. Утверждён 2 апреля 1826 года
Проект герба Кишинёва 1875 года
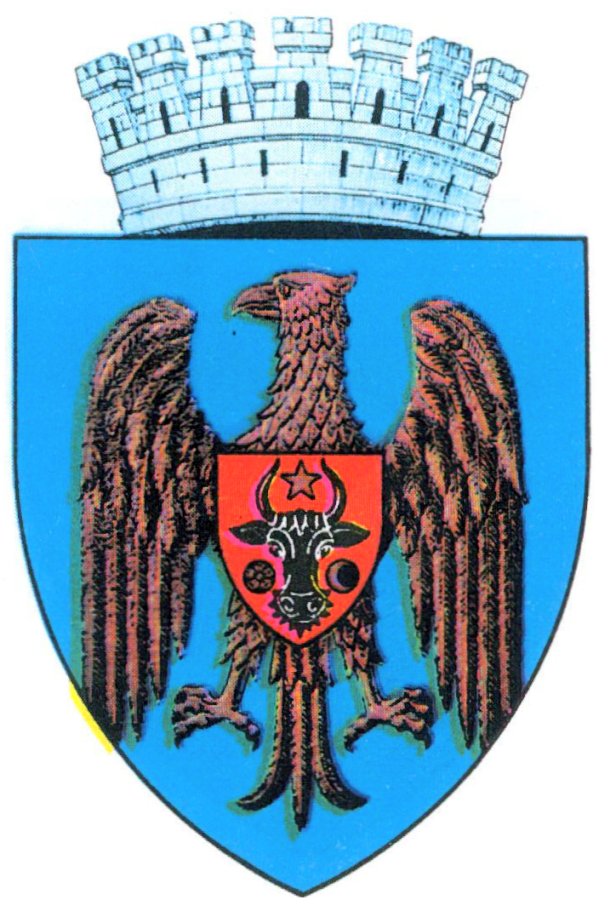
Герб времён королевской Румынии (1930 год)
Городская эмблема советского Кишинёва (1966 год)